# Janet Whitaker
Janet Alison Whitaker, baronessa Whitaker, nata Stewart (20 febbraio 1936), è una politica britannica, membro del Partito Laburista.

## Biografia

### Origini e formazione
Nata come Janet Alison Stewart il 20 febbraio 1936, studia inizialmente nel Regno Unito, presso il Nottingham High School for Girls e al Girton College (quest'ultimo appartenente all'Università di Cambridge). Successivamente si trasferisce negli Stati Uniti, studiando prima al Bryn Mawr College e poi presso l'Università Harvard.

### Carriera
Janet Whitaker inizia la sua carriera nell'editoria. Dal 1961 al 1968 lavora come redattrice presso la casa editrice inglese Andre Deutsch Ltd. Dal 1974 al 1996 lavora invece presso il Gruppo del dipartimento per l'occupazione.
Successivamente entra a far parte del Segretariato del Commonwealth come consulente per la commissione per l'uguaglianza razziale (1996-1998). Lavora poi presso la Independent Television Commission (ITC) a partire dal 1999, ricoprendo la carica di vicepresidente dal 2001 al 2003.
Nel giugno 1999 viene annunciata la sua nomina a pari a vita in riconoscimento alla sua carriera nell'editoria e nel servizio civile. Il 5 agosto seguente è nominata ufficialmente pari a vita con il titolo di baronessa Whitaker ed entra quindi alla Camera dei lord all'interno del Partito Laburista.
In Parlamento, Janet Whitaker fa parte di diversi comitati, tra cui quelli per gli affari interni, i diritti umani e le organizzazioni intergovernative, concentrandosi in particolar modo sulla contea inglese dell'East Sussex e sula città di Nottingham. Dal 1999 al 2007 ricopre la carica di vicepresidente del comitato per lo sviluppo internazionale del Partito Laburista.
Janet Whitaker sostiene l'umanesimo all'interno della Camera dei Lord. Fa parte, inoltre, dell'associazione umanistica britannica ed è un membro del comitato consultivo dell'Istituto internazionale dei diritti umani.
Whitaker ricopre inoltre il ruolo di magistrata dal 1984 al 2001, mentre diventa membro del Tribunale del lavoro dal 1995 al 2000.

## Vita privata
Nel 1964 sposa Benjamin Whitaker (1934-2014), dal quale prende il cognome. Whitaker era un avvocato, attivista per i diritti umani e politico di orientamento laburista, che ricoprì la carica di deputato per il collegio di Hampstead dal 1966 al 1970.